# Xã Marine, Quận Madison, Illinois
Xã Marine (tiếng Anh: Marine Township) là một xã thuộc quận Madison, tiểu bang Illinois, Hoa Kỳ. Năm 2010, dân số của xã này là 2.243 người.